# Eunidia vagefuscomaculata
Eunidia vagefuscomaculata är en skalbaggsart som beskrevs av Stefan von Breuning 1969. Eunidia vagefuscomaculata ingår i släktet Eunidia och familjen långhorningar. Inga underarter finns listade i Catalogue of Life.